# Mattia Coletti
Mattia Coletti (...) è un chitarrista e produttore discografico italiano.
Il suo nome è spesso legato a band del circuito indie rock ed experimental della Wallace Records, sia come membro attivo in vari progetti, sia come produttore artistico.
Nel 2004 forma il duo Polvere assieme a Xabier Iriondo.

## Produzioni

### Solista
- 2005 - Zeno (CD album, Wallace Records)
- 2007 - Zeno Submarine (CD album, Wallace Records/Towntone)
- 2009 - Pantagruele (CD album, Wallace Records/Towntone)
- 2010 - My Town/Flora/Where Were You - Split album con Comaneci e Muffin (7", Brigadisco, Palustre Records, Towntone, Geiger Records, North Pole Records
- 2012 - Tape Crash#2 - Split album con Mesta (Cassetta, Old Bycicle Records)
- 2012 - The Land (CD album, Wallace Records, Bloody Sound Fucktory)

### Collaborazioni e gruppi

#### Con i Sedia
- 2004 - Sedia (CD, Wallace Records)
- 2006 - The Even Times (CD, Wallace Records)

#### Con i 61 Winter's Hat
- 2004 - 61 Winter's Hat (CD, Wallace Records)

#### Con i Christa Pfangen
- 2006 - Watch Me Getting Back The End (CD, Die Schachte)

#### Con i Polvere
- 2006 - Polvere (CD, 10", Minority Records, TownTone, Wallace Records)

#### Con i Leg Leg
- 2009 - Manta (CD, Wallace Records)

#### Altre collaborazioni
- 2005 - Andrea Belfi, Mattia Coletti - Key On A Tongue (CDr, Frame Records)